# Stansted Park
Stansted Park är en herrgård i Storbritannien.   Den ligger i riksdelen England, i den södra delen av landet, 90 km sydväst om huvudstaden London. Stansted Park ligger 40 meter över havet.
Terrängen runt Stansted Park är lite kuperad, och sluttar söderut. Runt Stansted Park är det ganska tätbefolkat, med 134 invånare per kvadratkilometer. Närmaste större samhälle är Portsmouth, 15,4 km sydväst om Stansted Park. Trakten runt Stansted Park består till största delen av jordbruksmark.